# Wad Madani Stadion
Het Wad Madani Stadion is een multifunctioneel stadion in Wad Madani, Soedan. Het stadion wordt vooral gebruikt voor voetbalwedstrijden. De voetbalclub Al-Ittihad SC maakt gebruik van dit stadion. Ook verschillende kleinere voetbalclubs gebruiken dit stadion voor hun thuiswedstrijden. In het stadion is plaats voor 15.000 toeschouwers. 

## Afrika Cup
Op de Afrika Cup van 1970 werd er gebruik gemaakt van dit stadion. Er waren zes groepswedstrijden.
| № | Datum            | Wedstrijd                                      | Uitslag | Afrika Cup 1970 | Toeschouwers |
| - | ---------------- | ---------------------------------------------- | ------- | --------------- | ------------ |
| 1 | 7 februari 1970  | Ghana – Congo-Kinshasa                         | 2 – 0   | Groepsfase      | 7.525        |
| 2 | 7 februari 1970  | Verenigde Arabische Republiek – Guinee         | 4 – 1   | Groepsfase      | 7.525        |
| 3 | 9 februari 1970  | Congo-Kinshasa – Guinee                        | 2 – 2   | Groepsfase      | 3.342        |
| 4 | 9 februari 1970  | Verenigde Arabische Republiek – Ghana          | 1 – 1   | Groepsfase      | 3.342        |
| 5 | 11 februari 1970 | Guinee – Ghana                                 | 1 – 1   | Groepsfase      | 3.927        |
| 6 | 11 februari 1970 | Verenigde Arabische Republiek – Congo-Kinshasa | 1 – 0   | Groepsfase      | 3.927        |